# 普世圣公宗咨议会
普世聖公宗諮詢議會（英语：Anglican Consultative Council，简称 ACC），是普世圣公宗四大支柱（象征圣公宗团结，英语：Instruments of Communion）中的一个。1968年的兰柏会议通过了建立普世圣公宗咨议会的决议。参与会议的包括了圣公会主教、神职人员以及教徒，会议每隔两年或三年召开，每次会议在不同地点召开。
普世圣公宗咨议会在伦敦的圣安德烈之家（Saint Andrew's House）设有一个称为普世圣公宗办公室（the Anglican Communion Office）的常务秘书处，它负责有关“四大支柱”的会议。坎特伯雷大主教名誉上是这个会议的主席。

## 成员
普世圣公宗咨议会的成员包括坎特伯雷大主教以及一定人数的各个教省的代表。代表的人数是由教省的规模来决定的。
一个大型教省可以派三名代表：一位主教、一位牧师和一位普通教徒。而一个中等规模的教省可以派两名代表：一位主教或是一位牧师，加上一位普通教徒。一个小型教省只能拍一名代表，通常应是一位普通教徒。其外，咨议会可以增加六名增补代表，其中应该有两名女性代表，和两名未超过28岁的代表。

如果咨议会的会长或是副会长的任期超过了他作为代表的任期，那么代表的任期将被延长到作为会长或是副会长的任期结束。同事，他的教省将被给予额外多派一名代表的权利。
为了指派代表，普世圣公宗各个教省被分为大型教省、中等规模的教省以及小型教省。大型教省包括：
- 澳大利亚圣公会
- 加拿大圣公会
- 英国国教会
- 尼日利亚圣公会
- 卢旺达圣公会
- 南非洲圣公宗教省
- 南印度联合教会
- 坦桑尼亚圣公会
- 乌干达圣公宗教省
- 美国圣公会

中等规模的教省包括：
- 新西兰及波利尼西亚圣公会
- 中非洲圣公宗教省
- 刚果圣公宗教省
- 爱尔兰国教会
- 肯尼亚圣公会
- 北印度联合教会
- 巴基斯坦联合教会
- 苏丹圣公会
- 威尔士圣公会
- 西印度群岛圣公宗教省

小型教省包括：
- 孟加拉联合教会
- 巴西圣公会
- 布隆迪圣公会
- 中美洲圣公会
- 锡兰斯里兰卡圣公会
- 香港圣公会
- 印度洋群岛圣公宗教省
- 日本圣公会
- 耶路撒冷及中东圣公会
- 大韩圣公会
- 美拉尼西亚圣公宗教省
- 墨西哥圣公会
- 缅甸圣公宗教省
- 巴布亚新几内亚圣公会
- 菲律宾圣公会
- 南美洲圣公会
- 苏格兰圣公会
- 圣公会东南亚教省
- 西非圣公宗教省

## 职能
根据1968年的决议，普世圣公宗咨议会应该有八个职能。
- 1.向其他成员提供本教区的发展情况，并且尽可能提供帮助。
- 2.鼓励圣公会内部的交流，包括教省间、教区间，提供关于新教省和地方会议的资料，以及发展中的问题。
- 3.尽量快地制定出圣公会有关在世界宗教任务中的政策，鼓励国家和地方教会在人力资源、财政和经验等方面的共享。
- 4.尽可能保持国家和地方圣公会教会和其他基督教教派教会的联系。
- 5.鼓励圣公会参与普世教会合一运动和参加相关的机构；以及代表普世圣公宗与普世教会协会合作；安排与天主教会、东正教会和其他基督教教派的泛圣公会级别的对话。
- 6.就国家和地方教会联盟的对话和谈判以及与联合教会的关系作出建议。
- 7.就圣公会间的对话中出现的问题作出建议以及帮助传播圣公会和普世教会合一运动的信息。
- 8.回顾那些需要进一步研究的问题，并且在必要是鼓励调查和研究。

## 2005年的会议

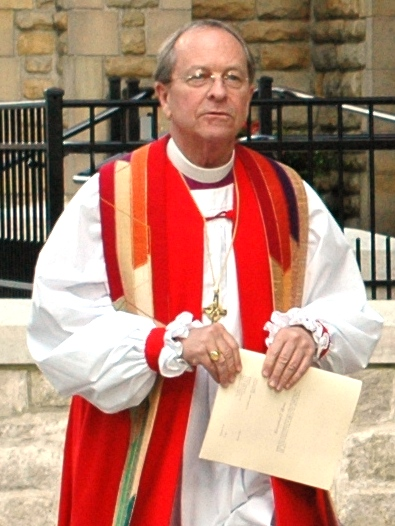
公开的同性恋者基恩·罗宾逊被任命为主教引发了2005年会议的争论

第十三届会议关注与围绕在有關同性恋的政策争论，尤其是公开出櫃同志主教的任命。一项要求驱逐美国和加拿大教省的提案被驳回。另外一项替代提案以30票对28票的投票结果通过，它声明再次肯定1998年蘭柏會議中有關人類的性的立場。它还重申了2005年普世圣公宗大主教会议上的立场，即美国圣公会及加拿大圣公会需要从普世圣公宗咨议会中“自行撤走他们的成员”，还包括撤出“常设委员会以及各国圣公会财政及行政委员会”，直至2008年的兰柏会议。

## 历次会议的地点
- 肯尼亚利穆鲁 (1971)
- 爱尔兰共和国都柏林 (1973)
- 特立尼达和多巴哥 (1976)
- 加拿大安大略省伦敦 (1979)
- 英格兰泰恩河畔纽卡斯尔 (1981)
- 尼日利亚Badagry (1984)
- 新加坡 (1987)
- 威尔士 (1990)
- 南非开普敦 (1993)
- 巴拿马 (1996)
- 苏格兰, 邓迪 (1999)
- 香港 (2002)
- 英格兰诺丁汉 (2005)
- 牙买加金斯敦 (2009)

## 普世圣公宗四大支柱
- 坎特伯里大主教
- 兰柏会议
- 普世圣公宗主教长会议
- 普世圣公宗咨议会